# Тюмер, Берким
Улаш Берким Тюмер (тур. Ulaş Berkim Tümer; род. 30 апреля 2002, Гелиболу, Чанаккале) — турецкий стрелок из лука. В командных соревнованиях бронзовый призёр Олимпийских игр 2024 года, серебряный призёр чемпионата мира 2023 года, бронзовый призёр чемпионата Европы 2024 года.

## Спортивная карьера
Стрельбой из лука Берким Тюмер начал заниматься в 9-летнем возрасте и уже спустя год стал чемпионом Турции среди юниоров.
С 2017 года стал привлекаться в национальную сборную Турции, а в 2020 году вошёл в её основной состав. 
чемпионате мира 2023 года турецкая сборная с Тюмером в составе завоевала серебряные медали и тем самым квалифицировалась на Олимпийские игры.
На европейском первенстве 2024 года, прошедшем в мае в Берлине, Тюмером со своими товарищами по сборной завоевал «бронзу» — в поединке за 3-е место были повержены соперники из Нидерландов. 
В 2024 году вошёл в список спортсменов, которые представят Турцию на Олимпийских играх 2024 года в Париже. На Олимпиаде в составе мужской сборной Турции вместе с Мете Газозом и Абдуллой Йилдырмышем завоевал «бронзу» в командном первенстве в стрельбе из лука. В индивидуальном первенстве Тюмер уступил на стадии 1/8 финала американцу Брейди Эллисону, ставшему в итоге серебряным призёром Игр.
На чемпионате Европы в помещении 2025 года, прошедшем в турецком Самсуне, олимпийские призёры Парижа Тюмер, Газоз и Йилдырмыш дошли до финала командных соревнований, где уступили итальянцам.